# The Saturday Evening Post
The Saturday Evening Post es una revista estadounidense bimestral. Fue publicada semanalmente bajo el mismo título desde 1897 hasta 1969; cuatrimestralmente y, luego, bimestralmente, desde 1971.

## Historia
La publicación tiene sus raíces históricas a The Pennsylvania Gazette de Benjamin Franklin, que fue fundada en 1728 por Samuel Keimer. En 1729, Franklin adquirió la publicación por una pequeña suma y la convirtió en el periódico de mayor circulación de las Trece Colonias. Continuó siendo publicado hasta 1800. Por su parte, The Saturday Evening Post fue fundada en 1821 y creció hasta convertirse en la revista semanal de mayor circulación en Estados Unidos. En particular, la revista adquirió una condición prominente bajo la dirección de su editor George Horace Lorimer (1899–1937).
The Saturday Evening Post publicaba artículos de eventos actuales, editoriales, piezas humorísticas, ilustraciones, una columna de misivas, poesía (con contribuciones enviadas por sus lectores), tiras cómicas e historias de escritores preeminentes de la época. Fue conocida por publicar ilustraciones y obras de ficción originales. Las ilustraciones eran mostradas en la portada e incluidas en las historias y los avisos publicitarios: algunas de ellas se hicieron populares y siguieron siendo reproducidas como afiches, especialmente, aquellas creadas por Norman Rockwell.

## Contenido
Cada número presentaba varios cuentos originales y, a menudo, incluía una entrega de un texto serial que aparecería en números sucesivos. La mayor parte de la ficción fue escrita por escritores populares enfocados en los gustos tradicionales, pero también se presentó algo de literatura. Las primeras páginas de noticias mostraban ilustraciones destacadas. The Post publicó cuentos y ensayos de H. E. Bates, Ray Bradbury, Kay Boyle, Agatha Christie, Brian Cleeve, William Faulkner, F. Scott Fitzgerald, C. S. Forester, Ernest Haycox, Robert A. Heinlein, Kurt Vonnegut, Paul Gallico, Normand Poirier, Hammond Innes, Louis L'Amour, Sinclair Lewis, Joseph C. Lincoln, John P. Marquand, Edgar Allan Poe, Sax Rohmer, William Saroyan, John Steinbeck, Rex Stout y Rob Wagner. También publicó poesía de poetas notables tales como Carl Sandburg, Ogden Nash, Dorothy Parker y Hannah Kahn. 
En 1903, la famosa novela The Call of the Wild de Jack London fue publicada originalmente, en forma serializada, en The Saturday Evening Post.

## Revistas similares
- Collier's
- Liberty
- Life
- Look
- Reader's Digest